# Włócznia

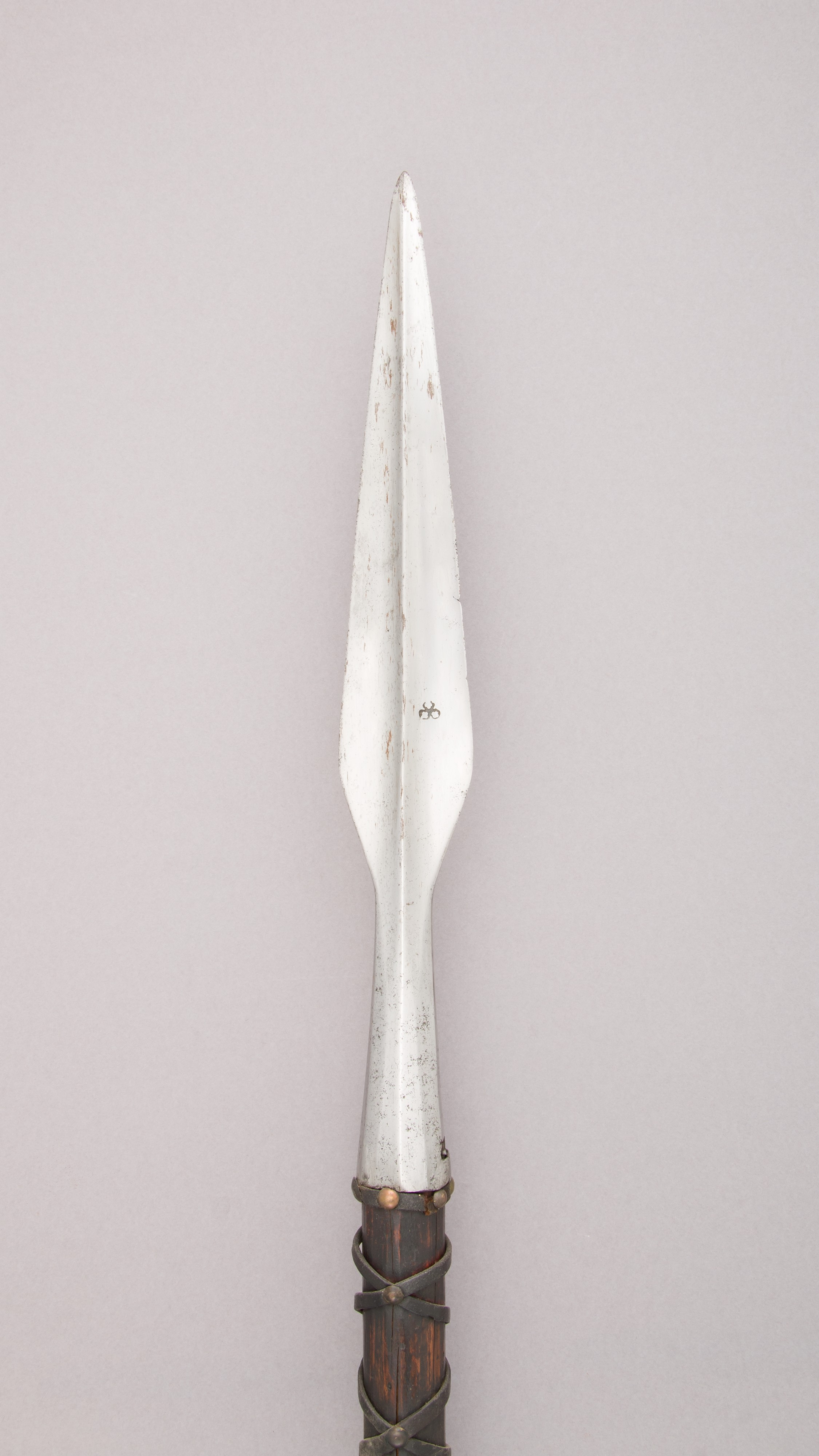
Grot włóczni

Włócznia – ogólna nazwa długiej prostej broni drzewcowej.
Polska nazwa tego rodzaju broni wywodzi się od zwyczaju troczenia jej do łęku siodła końskiego w taki sposób, że zwisając w dół często wlokła się po ziemi.
W zależności od ciężaru, rozmiarów, kształtu i rodzaju ostrego zakończenia (grotu), włócznia mogła służyć do miotania na odległość (broń rzutna) lub do walki wręcz. Dzięki swojej długości, można nią było wspomagać od tyłu sojusznika w walce wręcz. Dłuższą odmianą włóczni jest pika.
W związku z uniwersalnością i powszechnością tego rodzaju broni trudno jest jednoznacznie ustalić jej pochodzenie. Włócznia jest jednym z najstarszych (obok maczugi i łuku) rodzajów broni, zarówno myśliwskiej, jak i wojennej. Włócznie spotykamy niemal we wszystkich armiach świata, od zarania dziejów, aż po czasy nowożytne.
W związku z tą powszechnością i rozmaitością trudno jest również dokonać jej klasyfikacji. Przyjmując jako kryteria czas i miejsce pojawiania się różnych, konstrukcyjnie określonych form włóczni, można utworzyć klasyfikację następującą:

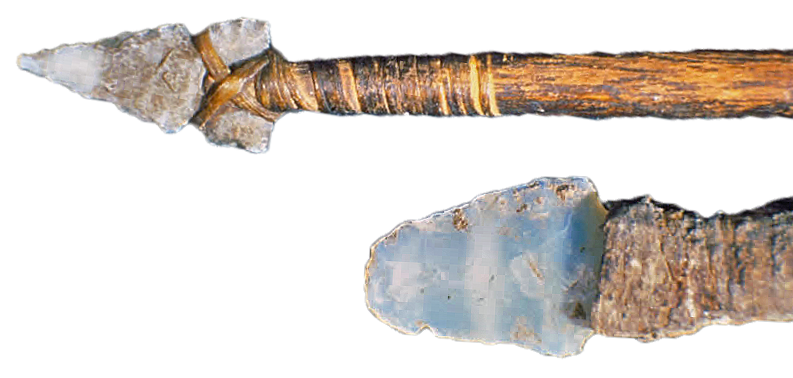
Prymitywna włócznia (na górze) i nóż łowiecki z Parku Narodowego Mesa Verde

- włócznia jako broń prymitywna (ludy pierwotne i oddziały chłopskie)
  - grot kościany, rogowy lub kamienny, grot sporządzony z narzędzi gospodarskich, czasami brak wyodrębnionego grotu (zaostrzone drzewce);
  - przykłady: dzida, kosa bojowa, oszczep, szydło, widły bojowe;
- włócznia jako broń armii starożytnych
  - włóczniami posługiwały się armie różnych wojsk, m.in. chińskie, greckie, macedońskie, rzymskie, starogermańskie;
  - groty metalowe (żeleźca), o różnych kształtach, drzewca wzmacniane na różne sposoby;
  - przykłady: dziryt, hasta, pilum, sarisa, trójząb;
- włócznia jako broń armii średniowiecznych i nowożytnych
  - groty rozwinięte, o silnie zróżnicowanych konstrukcjach, często drzewca były dodatkowo zaopatrzone w proporce lub pompony;
  - przykłady: glewia, guan dao, halabarda, kopia, lanca, naginata, pika, qiang, rohatyna, spisa, yari.

Logicznym kryterium podziału wydaje się ciężar i rozmiar włóczni. W oparciu o nie możemy wyróżnić:
- lekkie włócznie piechoty i myśliwskie;
- ciężkie włócznie jazdy (kawaleryjskie), np. kopia.

Nie jest to jednak podział ścisły, gdyż piechotę wyposażano czasami w długie i ciężkie włócznie, np. sarisa osiągała długość ponad 6 m, natomiast kawalerzyści chętnie posługiwali się również poręcznymi małymi włóczniami, np. lancami, spisami.
Ze względu na ogromne znaczenie, jakie broń ta odgrywała we wczesnych okresach rozwoju sztuki wojennej, pełniła ona również ważną rolę symboliczną w wierzeniach i obrzędowości wielu kultur.
Przykłady:
- niebiańska włócznia demiurgów (z mitologii japońskiej);
- Włócznia Świętego Jerzego;
- Włócznia Świętego Maurycego;
- Włócznia Przeznaczenia;
- Aeglos (włócznia Gil-galada z "Władcy Pierścieni");
- włócznie zamieszczane na pieczęciach władców, herbach, na flagach i w godłach państwowych itd.

W różnego rodzaju włócznie wyposażano szczególnie formacje piesze, ze względu na skuteczność użycia tego rodzaju broni w walce przeciwko konnicy.
Stopniowy spadek znaczenia włóczni jako odmiany broni białej rozpoczął się wraz z wprowadzeniem i rozwojem broni palnej oraz przezbrajaniem w nią oddziałów pieszych. Niemniej różne rodzaje włóczni utrzymały dość długo swoje znaczenie bojowe (np. lance ułańskie, naginata – broń kobiet samurajskich i mnichów japońskich), bądź chociażby symboliczne (wyposażenie straży pałacowych, oznaka godności oficerskiej – halabarda, partyzana, szponton). Halabarda do dziś pozostaje uzbrojeniem Gwardii Szwajcarskiej.
Spośród współczesnych dyscyplin sportowych, w których włócznia odgrywa rolę broni sportowej, można wymienić sztuki i sporty walki naginata-do i so-jutsu.
Włócznia jest atrybutem św. Sebastiana.